# 橋本増吉
橋本 増吉（はしもと ますきち、1880年6月12日 - 1956年5月19日）は、日本の東洋史学者。

## 経歴
出生から修学期
1880年、長崎県諫早で生まれた。長崎中学校、第六高等学校を経て、東京帝国大学文科大学史学科に進学。大学では白鳥庫吉、市村瓚次郎の指導を受け、羽田亨、原田淑人らと同学であった。1908年に卒業した。
東洋史研究者として
1909年、早稲田大学文学科講師に就いた(1919年まで)。1910年からは慶應義塾にも出講し、1920年に慶應義塾大学教授となった。1944年に同大学を退任し、名誉教授となった。慶応大学在職中には、1935年から1年間東京文理科大学講師、1939年に東洋大学講師(翌年教授に昇格)を兼任した。1941年4月、学位論文『支那古代暦法史研究』を東京帝国大学に提出して文学博士の学位を取得。
1945年7月、東洋大学第14代学長となり、1946年5月まで在職。戦時中は大亜細亜協会理事として活躍した。
太平洋戦争後
戦災に遭った学園の復興に尽くし、文学部を五学科制に復すなど学長として改革を進めていたが、GHQの公職追放の対象となり、教職を追われた。1952年に追放解除となり、慶應義塾大学に復帰した。1956年に死去。墓所は多磨霊園。

## 研究内容・業績
専門は東洋史で、中国古代史。中国の天文学暦学の研究がある。中国古代史の立場から、邪馬台国問題と日本建国史の研究もある。

## 著作
著書
- 『東洋史上より観たる日本上古研究』大岡山書店 1932
  - 新版 東洋書林 1982年
  - 改訂版『邪馬臺国論考』(全3巻) 平凡社東洋文庫 1997
  - ワイド版 2009年[5]
- 『支那古代暦法史研究』東洋文庫 1943
  - 新版 東洋書林 1982年